# Phare de Hurst Point
Le phare de Hurst Point est un phare situé à la pointe de Hurst Spit (en), une bande de galets proche du village de Keyhaven dans le comté du Hampshire en Angleterre. Il marque le passage dans le bras de mer du Solent entre l'Île de Wight et l'Angleterre.
Ce phare est géré par la Trinity House Lighthouse Service de Londres, l'organisation de l'aide maritime des côtes de l'Angleterre, jusqu'au 1er juillet 1976. par l'autorité portuaire.
Il est maintenant protégé en tant que monument classé du Royaume-Uni de Grade II depuis 1980.

## Histoire
Le premier phare sur Hurst Point, la tour de Hurst, était situé au sud-ouest du vieux château de Hurst et allumée pour la première fois le 29 septembre 1786. Joseph Huddart (en) a supervisé et a dirigé sa construction. Cependant, cette lumière a été obscurcie dans certaines directions. Ainsi, en 1812, cette tour a été remplacée par le phare (High Light), plus haut.

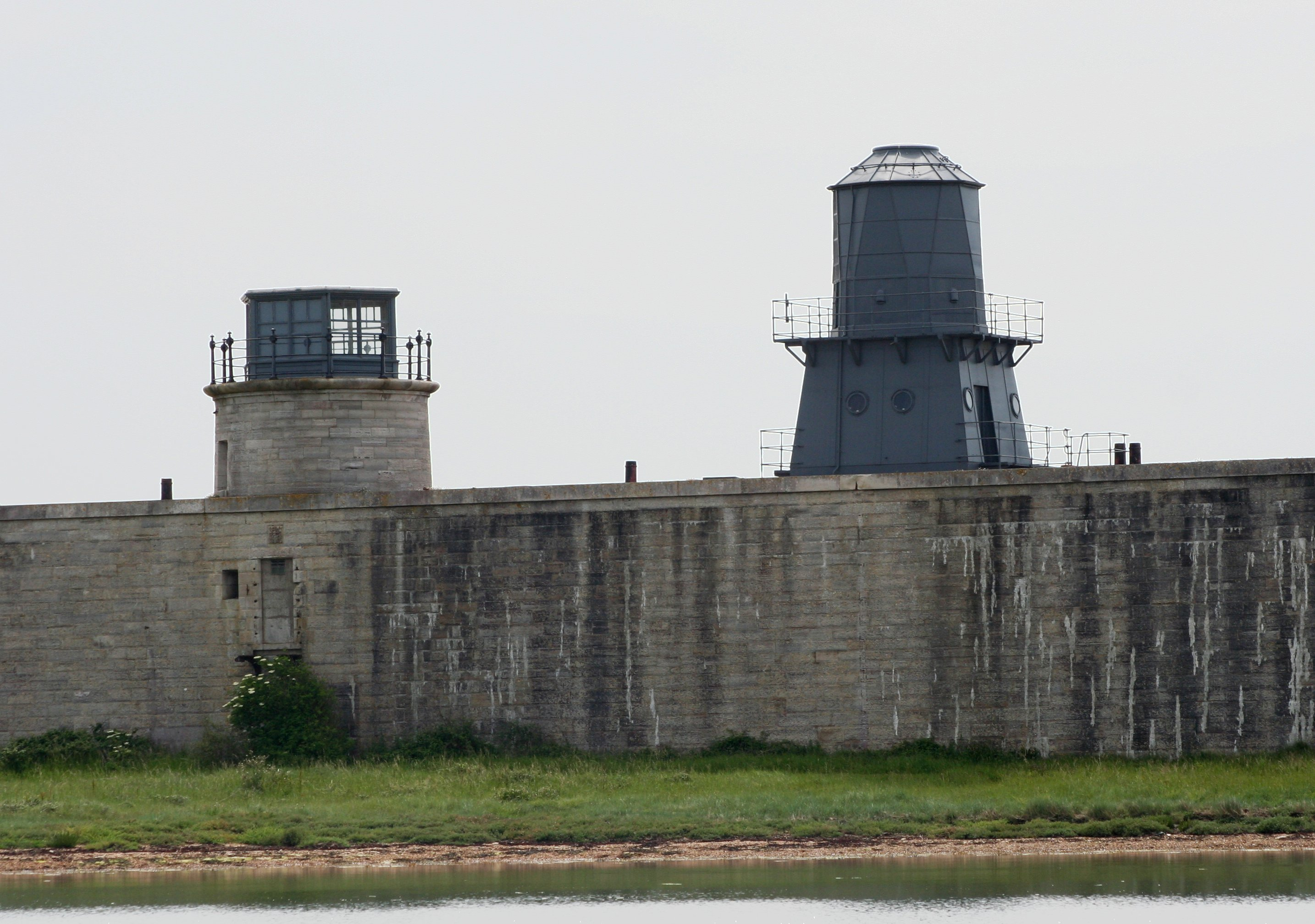
Les Low Light sur le château de Hurst

Durant l'extension du château entre 1865 et 1873, il a fallu repositionner les lumières. En 1866, le Low Light - une tour de granit circulaire blanche avec une lanterne rouge - a été construit pour remplacer l'ancienne tour de Hurst. En 1911, cette lumière fut elle-même remplacée par une tour carrée en métal rouge, dressée sur une armature en acier attachée au mur du château. Il a été désaffecté depuis, mais ces deux faibles lumières restent en place,
Entre-temps, en 1867, le phare de 1812 a été remplacé par le phare actuel de 26 mètres construit à l'extrémité de Hurst Spit, et qui fonctionne encore aujourd'hui. Il est ouvert aux visiteurs, mais ne peut être atteint en voiture. L'accès se fait à pied ou en bateau seulement.

### Lien connexe
- Liste des phares en Angleterre